# 高野敏郎
高野 敏郎（たかの としろう）は、日本の美容外科医、形成外科医、日本の医師。新潟県新潟市秋葉区（旧新津市）生まれ。新潟県立新津高等学校、福井医科大学卒業後、2003年から形成外科医として新潟大学医歯学総合病院を始めとする各病院で勤務し、2014年から新潟県立中央病院形成外科の医長を務めた。形成外科医としては特に乳癌の再建手術治療に取り組んだ。2016年に専門を美容外科医としてプリモ麻布十番クリニックで勤務を始め、2019年に院長に就任した。2020年にKAUNIS CLINICの院長に就任した。
日本美容外科学会および日本形成外科学会（JSAPS）、日本顎顔面外科学会、日本創傷外科学会、日本レーザー医学会に所属する。日本美容外科学会専門医および日本形成外科学会専門医、日本顎顔面外科学会専門医、日本創傷外科学会専門医、日本レーザー医学会専門医、日本形成外科学会皮膚腫瘍外科分野指導医の資格を持つ。

## 略歴
| 2003年 | 新潟大学医歯学総合病院 形成外科      |
| 2005年 | 函館中央病院 形成外科                |
| 2006年 | 山形県立中央病院 形成外科            |
| 2009年 | 新潟大学医歯学総合病院 形成外科      |
| 2012年 | 新潟大学医歯学総合病院 形成外科 助教 |
| 2014年 | 新潟県立中央病院 形成外科 医長       |
| 2016年 | プリモ麻布十番クリニック             |
| 2019年 | プリモ麻布十番クリニック 院長        |
| 2020年 | KAUNIS CLINIC 院長                   |